# Telmatoscopus syncretus
Telmatoscopus syncretus és una espècie d'insecte dípter pertanyent a la família dels psicòdids.

## Descripció
- Ales tacades als extrems de la nervadura.
- Femella: sutura interocular corbada; front amb una àrea rectangular pilosa i una franja ampla que s'estén posteriorment entre els ulls i que acaba eixamplant-se a la part superior; palp núm 1 cilíndric; fèmur clarament més llarg que la tíbia; espermateca força esclerotitzada i reticulada; antenes d'1,07-1,27 mm de llargària; ales d'1,90-2,40 mm de longitud i 0,65-0,87 d'amplada.
- Mascle: ales més petites que les de la femella (2,21-2,25 mm de llargària i 0,82 d'amplada); cap i tòrax sense òrgans sensorials; edeagus ample amb les vores laterals ben definides, l'àpex membranós, inflat i amb un parell de taques molt esclerotitzades a prop de la línia mitjana; antenes més llargues que les de la femella (1,52 mm).[3]

## Distribució geogràfica
Es troba a Indonèsia: Papua Occidental.